# Isophthalsäuredichlorid
Isophthalsäuredichlorid ist eine chemische Verbindung aus der Gruppe der Carbonsäurehalogenide.

## Gewinnung und Darstellung
Isophthalsäuredichlorid kann durch Chlorieren von Isophthalsäuredimethylester mit Chlorgas bei Temperaturen von 100–250 °C, gegebenenfalls in Gegenwart von Licht und/oder die Seitenkettenchlorierung aromatischer Verbindungen fördernder Katalysatoren, gewonnen werden.

## Eigenschaften
Isophthalsäuredichlorid ist ein brennbarer, schwer entzündbarer, tränenreizender, weißer Feststoff mit stechendem Geruch, der sich in Wasser zersetzt. Er zersetzt sich bei Erhitzung über > 400 °C.

## Verwendung
Isophthalsäuredichlorid wird als Vernetzungsmittel in verschiedenen Polymerisationsreaktionen verwendet. Es wird in einer Vielzahl von Hochleistungspolymeren und -fasern verwendet, wo es die Flammfestigkeit, Temperaturstabilität, chemische Beständigkeit und Flexibilität beeinflusst. Außerdem ist es aufgrund seiner Fähigkeit, Wasser abzufangen, ein wirksamer Stabilisator für Urethan-Prepolymere.